# Certonotus leeuwinensis
Certonotus leeuwinensis là một loài tò vò trong họ Ichneumonidae.